# 이나라촌
이나라촌(일본어: 伊奈良村)은 일본 군마현 오라군에 설치되었던 촌이다.